# Whiteboys
Los Whiteboys (en irlandés: na Buachaillí Bána) fueron una organización agraria secreta en la Irlanda del siglo XVIII que utilizaba tácticas violentas para defender los derechos de los arrendatarios de las tierras agrícolas para la agricultura de subsistencia. Su nombre deriva del blanco de las batas que los miembros usaban en sus incursiones nocturnas. Cuando nivelaban las vallas por la noche, las autoridades se referían a ellos como «niveladores», y ellos mismos como «los hijos de la Reina Sive Oultagh» ("Sive" o "Sieve Oultagh" es un término derivado del irlandés Sadhbh. Amhaltach, o Ghostly Sally), "hadas", o como seguidores de "Johanna Meskill" o "Sheila Meskill", todas figuras simbólicas que se supone que lideran el movimiento. Trataron de abordar las rentas excesivas, la recaudación de diezmos, las excesivas cuotas de los sacerdotes, los desalojos y otros actos opresivos. Como resultado, se dirigieron a los propietarios y a los recaudadores de diezmos. Con el tiempo, el Whiteboyism se convirtió en un término general para la violencia rural relacionada con las sociedades secretas. Debido a esta generalización, el registro histórico de los Whiteboys como organización específica no está claro. Hubo tres grandes brotes de "Whiteboyism": 1761-64; 1770-76; y 1784-86.

## Antecedentes
Entre 1735 y 1760 hubo un aumento de la tierra utilizada para el pastoreo y el ganado de carne, en parte porque la tierra de pastoreo estaba exenta de diezmos. Los terratenientes, habiendo alquilado sus tierras muy por encima de su valor, con la condición de permitir a los inquilinos el uso de ciertos bienes comunes, ahora encerraron los bienes comunes, pero no disminuyeron la renta. A medida que más terratenientes y granjeros se dedicaban a la cría de ganado, los trabajadores y pequeños granjeros arrendatarios se veían obligados a abandonar la tierra. Los Whiteboys se desarrollaron como una sociedad secreta de juramento entre los campesinos. Los disturbios de los Whiteboys habían ocurrido antes de 1761 pero se limitaron en gran medida a zonas aisladas y a quejas locales, de modo que la respuesta de las autoridades locales había sido limitada, ya sea por simpatía pasiva o, más probablemente, debido a la naturaleza expuesta de su posición en el campo, en su mayor parte católica.
Sus operaciones se desarrollaban principalmente en los condados de Waterford, Cork, Limerick y Tipperary. Esta combinación no era política: no estaba dirigida contra el gobierno, sino contra los terratenientes locales. Participaron miembros de diferentes afiliaciones religiosas.

## Primer brote, 1761-63
El primer brote importante ocurrió en el Condado de Limerick en noviembre de 1761 y se extendió rápidamente a los condados Tipperary, Cork, y Waterford. Parece que el brote se organizó y planificó mucho, incluyendo la celebración de asambleas regulares. Las actividades iniciales se limitaron a agravios específicos y las tácticas utilizadas no fueron violentas, como la nivelación de las zanjas que cerraban los pastos comunes, aunque el ganado tendón de la corva se practicaba a menudo, ya que la demanda de carne de vacuno había impulsado a los grandes terratenientes a iniciar el proceso de cercamiento. A medida que su número aumentaba, el alcance de las actividades de los Whiteboy comenzó a ampliarse, y se publicaron clandestinamente proclamas con nombres como "Capitán Luz de Luna", estipulando demandas como que no se pagara el alquiler, que la tierra con contratos de arrendamiento vencidos no se alquilara hasta que hubiera permanecido en barbecho durante tres años, y que nadie pagara o cobrara diezmo exigido por la Iglesia Anglicana. También se enviaron cartas amenazantes a los cobradores de deudas, terratenientes y ocupantes de las tierras ganadas con el desalojo, exigiéndoles que abandonaran sus granjas.
Además de la excavación de las tierras de ley y huertos, también buscaron armas en las casas, y exigieron dinero para comprar armas y sufragar los gastos de los Whiteboys sometidos a juicio.
En marzo de 1762 se produjo una nueva escalada de las actividades de los Whiteboys, con marchas en formación militar precedidas por la música de gaitas o el sonido de cuernos. A Cappoquin dispararon armas y marcharon por los cuarteles militares tocando la melodía Jacobita "El muchacho de la escarapela blanca". Estas procesiones eran a menudo precedidas por avisos que decían que la Reina Sive y sus hijos harían una procesión a través de parte de sus dominios y exigían que los ciudadanos iluminaran sus casas y proporcionaran sus caballos, ya ensillados, para su uso.  Actividades más militantes a menudo seguían a tales procesiones con casas sin iluminar en Lismore (Waterford) atacadas, prisioneros liberados en un ataque a Tallow (Waterford) la cárcel y similares muestras de fuerza en Youghal (Cork).

## Reacción de las autoridades

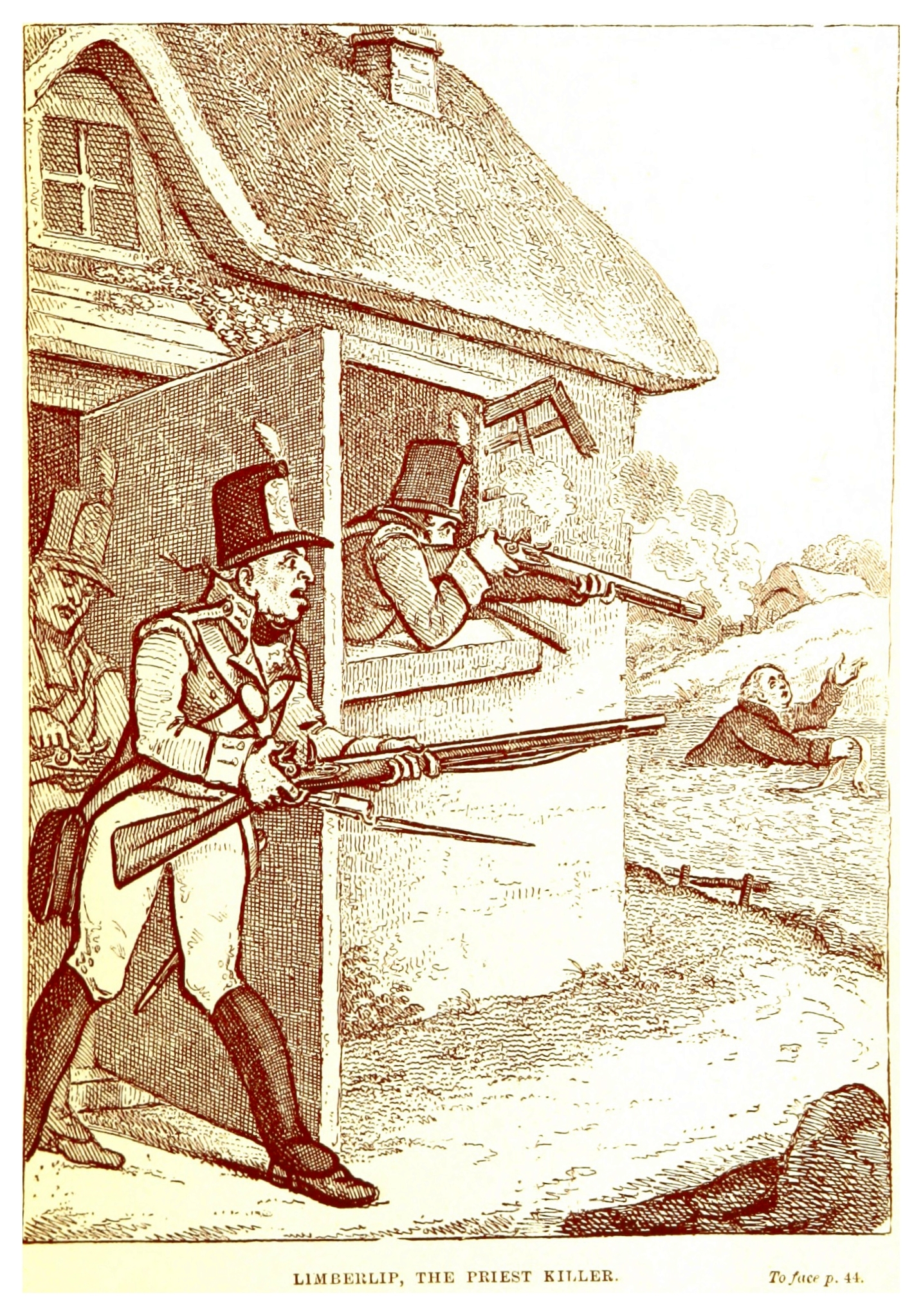
Hunting "Whiteboys"

Los eventos de marzo de 1761, sin embargo, provocaron una respuesta más decidida, y una considerable fuerza militar bajo el mando de Charles Moore, Primer Marqués de Drogheda, fue enviada a  Munster para aplastar a los Whiteboys.
El 2 de abril de 1761, una fuerza de 50 milicianos y 40 soldados partió hacia Sebo, "donde llevaron (en su mayoría en sus camas) a once niveladores, contra los que se dio información sobre el juramento." Otras redadas llevaron a 17 Whiteboys al oeste de Bruff, en el Condado de Limerick y para mediados de abril al menos 150 sospechosos de ser Whiteboys habían sido arrestados. Clogheen en elCondado de Tipperary  sufrió el impacto inicial de este asalto ya que el párroco local, el Padre Nicholas Sheehy, se había pronunciado anteriormente contra  diezmos y recaudó fondos para la defensa de los feligreses acusados de disturbios. Se informó de que un número desconocido de "insurgentes" fueron asesinados en el "ejercicio de pacificación" y el P. Sheehy fue acusado sin éxito de sedición varias veces antes de ser finalmente declarado culpable de un cargo de complicidad en el asesinato, y colgado en Clonmel en marzo de 1766.
En las ciudades, los sospechosos de simpatizar con Whiteboy fueron arrestados y en Cork, los ciudadanos formaron una asociación de unos 2000 miembros que ofrecía recompensas de 300 libras por la captura del jefe Whiteboy y 50 libras por los primeros cinco subjefes arrestados y a menudo acompañaban a los militares en sus ataques. Los principales católicos de Cork también ofrecían recompensas similares de 200 y 40 libras respectivamente.
Sin embargo, George Montague-Dunk, segundo Conde de Halifax, pronto expresó su preocupación de que la represión iba demasiado lejos: 

Tanta gente está directa o indirectamente preocupada por estas prácticas ilegales y tantos han sido incautados por información o sospecha, que en varios lugares, la mayoría de los habitantes han sido golpeados con la mayor consternación, y han huido a las montañas, de tal manera que en esta temporada, del casi general vuelo de las manos trabajadoras, se aprehende una hambruna, no sin razón.

De manera similar, el Dublin Journal informó al mismo tiempo que la parte sudeste del Tipperary: es casi un desperdicio, y las casas de muchos encerrados, o habitadas sólo por mujeres y ancianos; tal ha sido el terror al que el acercamiento de los Dragones Ligeros los ha arrojado.

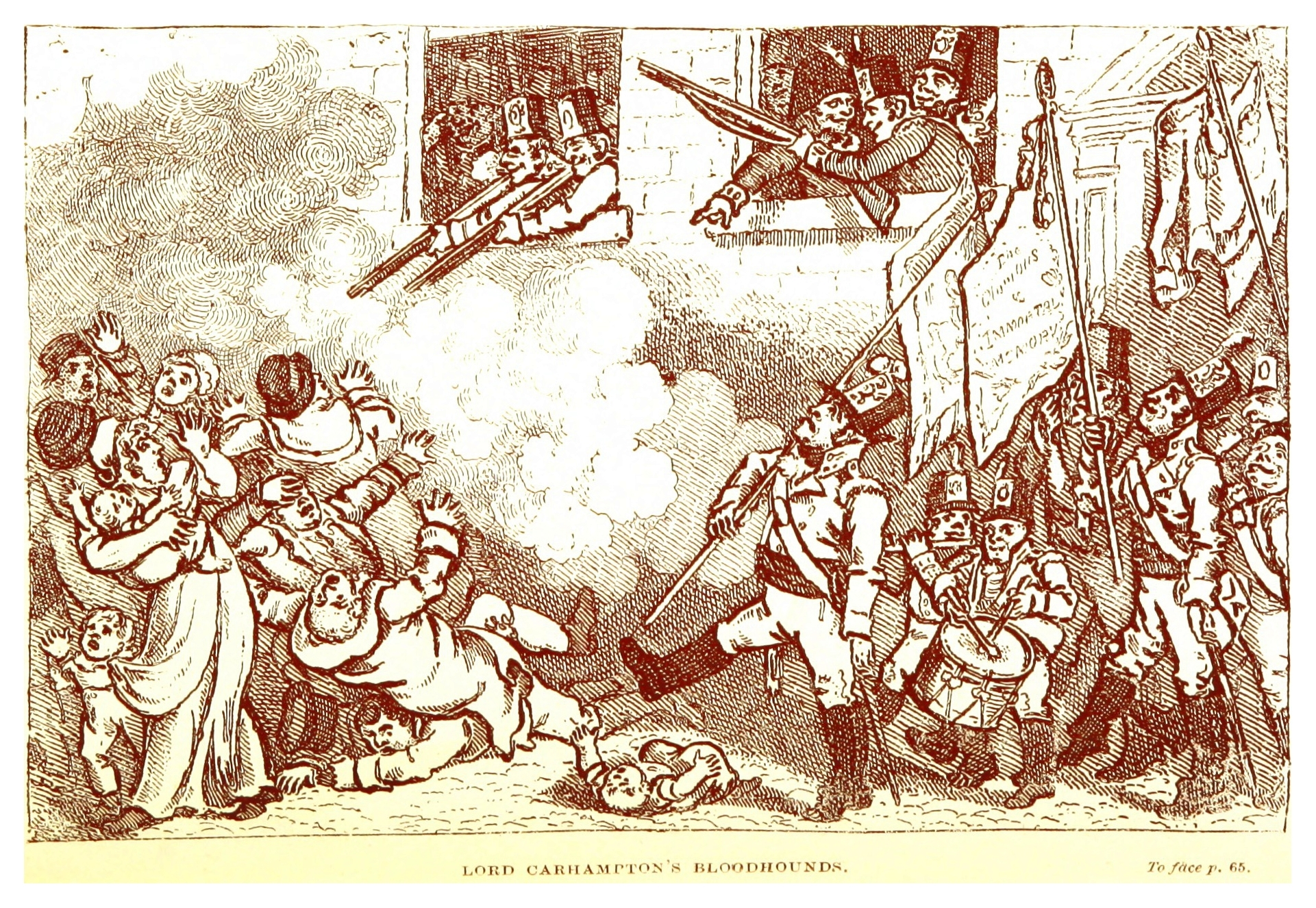
Lord Champtons Bloodhound Soldiers
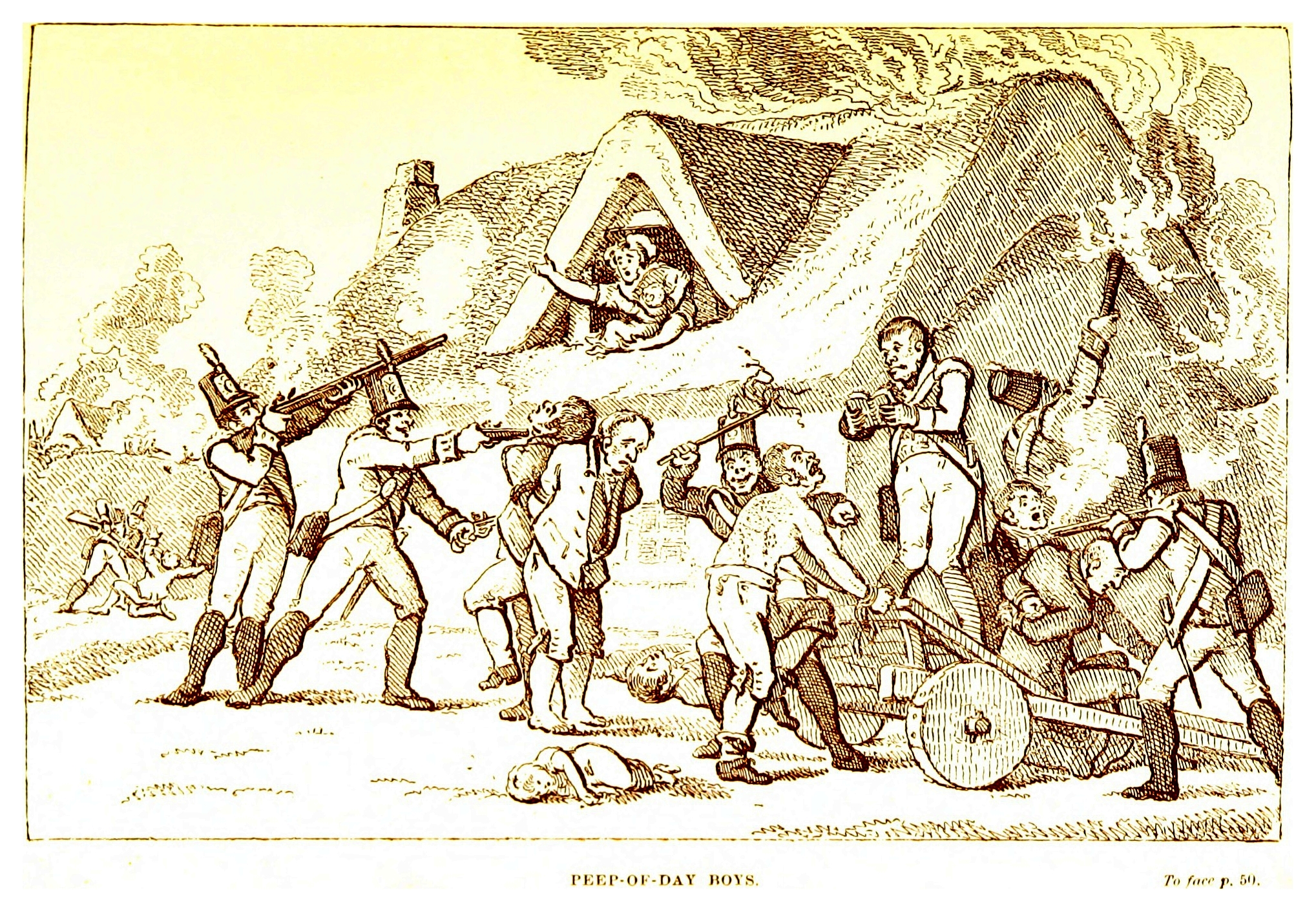
Peep-of-Day Boys

Después de la rebelión de 1798, la agitación agraria barrió Munster.
En 1822, un grupo de unos cincuenta atacaron la casa de un tal Sr. Bolster cerca de Athlacca, donde dañaron la casa, rompieron las ventanas y se llevaron su mosquete.

### Leyes Whiteboy
Las leyes aprobadas por el Parlamento de Irlanda hasta 1800 y por el Parlamento del Reino Unido de Gran Bretaña e Irlanda del Norte, a partir de 1801, para facultar a las autoridades a combatir el blanquismo se llamaban comúnmente "Whiteboy Acts".
| Título corto                                          | Año y capítulo                 | Notas                   | Situación Rep. Irlanda | Refs          |
| ----------------------------------------------------- | ------------------------------ | ----------------------- | ---------------------- | ------------- |
| Whiteboy Act 1765                                     | 5 & 6 Geo. III. c. 8 (Ir.)     |                         | Derogado en 1879       | [ 7 ]         |
| Ley de levantamientos tumultuosos de 1775             | 15 & 16 Geo. III. c. 21 (Ir.). |                         | Parcialmente en vigor  | [ 8 ] [ 9 ]   |
| Ley de levantamientos tumultuosos (extensión) de 1777 | 17 & 18 Geo. III. c. 36 (Ir.). | Extiende la ley de 1775 | Parcialmente en vigor  | [ 10 ] [ 11 ] |
| Ley antidisturbios de 1787                            | 27 Geo. III. c. 15 (Ir.).      |                         | derogado en 1997       | [ 12 ]        |
| Ley de levantamientos tumultuosos (Irlanda) de 1831   | 1 & 2 Will. IV. c. 44.         |                         | Parcialmente en vigor  | [ 13 ] [ 14 ] |

Cuando no hay un título corto oficial, el nombre común se da en cursiva.

## Historia posterior
En la novela de Thomas Flanagan The Year of the French, los «Whiteboys of Killala» se mencionan muchas veces. Muchos de los Whiteboys son personajes centrales de la historia. Liderados por Malachi Duggan, los Whiteboys intentan revertir su estado oprimido a través de actos de guerrilla en el condado de Mayo. Tras el desembarco de una fuerza francesa bajo el mando de Jean Joseph Amable Humbert en 1798, algunos Whiteboys locales se unieron a la rebelión contra los británicos y lucharon junto a los soldados irlandeses y franceses. El año de los franceses.